# حبشيت
حبشيت قرية لبنانية تقع في منطقة عكاروتبعد عن العاصمة بيروت 120 كلم وترتفع عن سطح البحر نحو 785متر عند وسط البلدة، تقع في تجمع قرى مايسمى جرد عكار وتمتدّ على مساحة 900 هكتار تقطنها غالبية شيعية والقرية تعتمد على تربية المواشي والزراعة وهي القرية الشيعية الوحيدة تقريبا في عكار، تبعد عن طرابلس مركز المحافظة حوالي 50 كلم .